# Portrait d'une femme en jaune
Le Portrait d'une femme en jaune est un tableau du peintre italien de la Renaissance Alesso Baldovinetti. Réalisé vers 1465, il est conservé à la National Gallery de Londres.

## Description
Il s'agit d'un portrait de profil, toujours en vogue en Italie jusque vers 1500. L'inconvénient qui en résulte est que le modèle semble lointain et impassible, n'établissant aucun contact avec le spectateur. La femme est vêtue avec élégance et les trois feuilles de palmier sur la manche de la robe pourraient être des éléments d'un blason, ou peut être plus sûrement des ornements purement décoratifs. Une surface bleue uniforme entoure le portrait, contrastant avec la tonalité blonde du modèle. Le drapé de la robe et l'éclat des perles sont magnifiquement rendus. Le cadre est d'origine. 

## Attribution
En raison de la similitude avec le portrait de Battista Sforza, duchesse d'Urbino (Le Triomphe de la Chasteté, Offices, Florence), le tableau a été attribué jusqu'en 1911 à Piero della Francesca. Cette année, le critique d'art britannique Roger Fry, après des études approfondies concernant la technique, la couleur, la forme du visage de la femme et le drapé de la robe, a crédité l'œuvre à Baldovinetti. L'utilisation de la coloration à sec et d'un pâle jaune paille, typique dans les œuvres de Baldovinetti, contraste également avec le fait que, pour le rendu de la peau, Piero della Francesca utilise lui des tons plus terreux, accompagnés d'un brillant.
L'attribution à Baldovinetti est maintenant acceptée sans réserve.